# Chmura punktów

Chmura punktów przedstawiająca torus.

Chmura punktów – zbiór dyskretny punktów stanowiących dane w przestrzeni. Punkty mogą reprezentować bryłę lub obiekt trójwymiarowy (3D). Każde położenie punktu ma swój zestaw współrzędnych kartezjańskich (X, Y, Z). Chmury punktów są zwykle tworzone przez skanery 3D lub oprogramowanie do fotogrametrii, które mierzą wiele punktów na zewnętrznych powierzchniach otaczających je obiektów. Jako wynik procesów skanowania 3D, chmury punktów są wykorzystywane do wielu celów, w tym do tworzenia trójwymiarowych modeli projektowania wspomaganego komputerowo (CAD) dla produkowanych części, w metrologii i do kontroli jakości oraz do wielorakich wizualizacji, animacji, renderowania i aplikacje do masowej personalizacji.

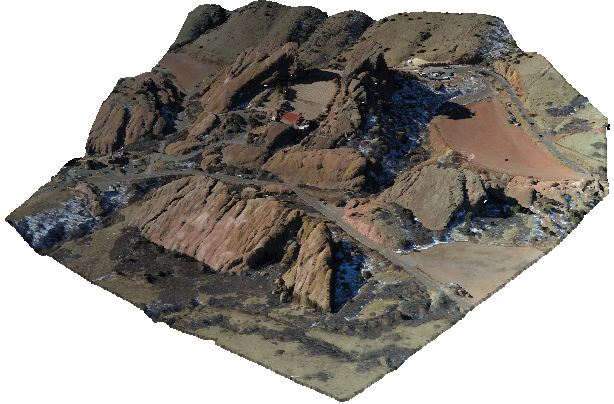
Chmura punktów z odniesieniami geograficznymi Parku Red Rocks w Kolorado

Przykład chmury punktów o wielkości danych1,2 miliarda obrazująca Beit Ghazaleh, zagrożone zabytkowe miejsce w Aleppo w Syrii.

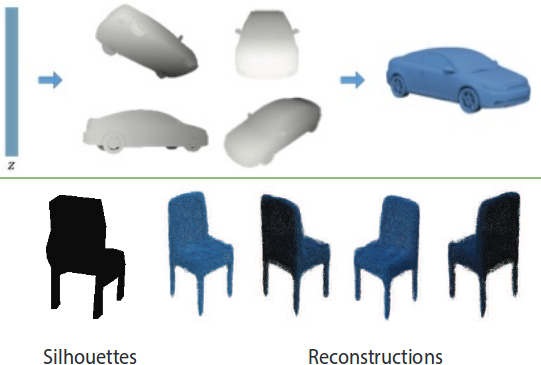
Generowanie lub rekonstrukcja trójwymiarowych form i kształtów (3D) z jedno- lub wielowidokowych map głębi lub sylwetek i wizualizacja ich w gęstych chmurach punktów.

## Uzgadnianie i importowanie (rejestracja)
Chmury punktów są często uzgadniane z modelami 3D lub innymi chmurami punktów, i importowane do nich w procesie określanym jako importowanie (rejestracja) zbioru punktów.
W przypadku metrologii przemysłowej lub inspekcji z wykorzystaniem przemysłowej tomografii komputerowej chmura punktów wyprodukowanej części może zostać dopasowana do istniejącego modelu i porównana w celu sprawdzenia różnic. Wymiary geometryczne i tolerancje można również pobrać bezpośrednio z chmury punktów.

## Zamiana na powierzchnie trójwymiarowe (3D)
Podczas gdy chmury punktów można bezpośrednio oglądać (renderować) i sprawdzać, chmury punktów są często zamieniane na modele siatek wielokątnych lub siatki trójkątów, niejednorodne racjonalne modele powierzchni ( powierzchnie krzywe NURBS kontrolowane przez krzywe B-spline) lub modele CAD w procesie powszechnie określanym jako rekonstrukcja powierzchni.
Istnieje wiele technik przekształcania chmury punktów w powierzchnię 3D. Niektóre podejścia, takie jak triangulacja Delaunaya (Delone), formy alfa i obracanie kuli, budują sieć trójkątów na istniejących wierzchołkach chmury punktów, podczas gdy inne podejścia przekształcają chmurę punktów w objętościowe pole odległości (transformacja odległości) i rekonstruują domniemaną powierzchnię tak zdefiniowaną przez algorytm maszerujących sześcianów.
W systemach informacji geograficznej chmury punktów są jednym ze źródeł wykorzystywanych do tworzenia numerycznego modelu terenu. Są również wykorzystywane do generowania modeli 3D środowisk miejskich. Drony są często używane do zbierania serii obrazów RGB, które można później przetwarzać na platformie algorytmu komputerowego, takiej jak AgiSoft Photoscan, Pix4D lub DroneDeploy, w celu tworzenia chmur punktów RGB, na podstawie których można dokonać szacunków odległości i objętości.
Chmury punktów mogą być również używane do reprezentowania danych wolumetrycznych, jak to czasami ma miejsce w obrazowaniu medycznym. Korzystając z chmur punktów, można uzyskać wielokrotne próbkowanie przeciwdziałając schodkowaniu i kompresję danych.

## Kompresja chmury punktówMPEG
MPEG rozpoczął standaryzację kompresji chmury punktów (Point Cloud Compression - PCC) za pomocą zaproszenia do składania wniosków (CfP) w 2017 r. Zidentyfikowano trzy kategorie chmur punktów: kategoria 1 dla chmur punktów statycznych, kategoria 2 dla dynamicznych chmur punktów oraz kategoria 3 dla sekwencji LiDAR (dynamicznie pozyskiwanych chmur punktów). Ostatecznie zdefiniowano dwie technologie: G-PCC (Kompresja chmury punktów bazowana na geometrii - ang. Geometry-based PCC, ISO/IEC 23090 część 9) dla kategorii 1 i kategorii 3; i V-PCC (Kompresja chmury punktów bazowana na wideo - ang. Video-based PCC, ISO/IEC 23090 część 5) dla kategorii 2. Pierwsze modele testowe zostały opracowane w październiku 2017 r., jeden dla G-PCC (TMC13), a drugi dla V-PCC ( TMC2). Od tego czasu oba modele testowe ewoluowały dzięki wkładowi technicznemu i współpracy, a pierwsza wersja specyfikacji standardu PCC (Point Cloud Compression ) miała zostać sfinalizowana w 2020 r. jako część serii ISO/IEC 23090 dotyczącej zakodowanej reprezentacji immersyjnych treści multimedialnych.